# Mamadou Touré (futsal, 1998)
Pour les articles homonymes, voir Mamadou Touré (homonymie).
Ne doit pas être confondu avec Mamadou Touré (futsal, 2001).
Mamadou Touré, né le 27 janvier 1998, est joueur international français de futsal.
Il possède un homonyme en équipe nationale de futsal.

## Biographie

### Paris ACASA
Mamadou Touré joue au Red Star en football traditionnel.
Au terme de la saison 2021-22, Mamadou Touré est nommé pour le trophée de meilleure révélation de l'année de Division 1 et termine troisième de ce prix.
Mi-décembre 2022, Mamadou Touré est autour des trois buts d'ACASA chez le Nantes Métropole Futsal (défaite 6-3). Début mai 2023, pour la 21e journée de D1, il signe un triplé décisif contre le Nantes MF (3-2). Touré totalise 27 buts et termine deuxième meilleur buteur de la phase régulière derrière Soufiane El Mesrar (Laval, 30 réalisations), et dépasse Abdessamad Mohammed lors de la dernière journée (Laval, 26 buts).

### Nantes puis le Sporting
Durant l'intersaison 2023, Mamadou Touré rejoint le Nantes Métropole Futsal.
A l'été 2024, Touré rejoint le Sporting Paris, après une saison au Nantes MF.

### En équipe nationale
Pour le premier match du tour principal de qualification de la Coupe du monde 2024, en octobre 2022, Mamadou Touré inscrit un triplé face à la Norvège à Laval (9-1),.
Il est retenu pour les deux premiers matchs du tour élite des éliminatoires du Mondial 2024, en Slovaquie et face à l’Allemagne mi-septembre 2023.

## Statistiques
| Saison                | Club                  | Championnat           | Championnat | Championnat | Coupe(s) nationale(s) | Coupe(s) nationale(s) | France | France | Total | Total |
| Saison                | Club                  | Division              | M.          | B.          | M.                    | B.                    | M.     | B.     | M.    | B.    |
| 2018-2019             | Paris ACASA           | D1                    | 2           | -           | -                     | -                     | -      | -      | 2     | 0     |
| 2019-2020             | Paris ACASA           | D1                    | 12          | 1           | 1                     | 1                     | -      | -      | 13    | 2     |
| 2020-2021             | Paris ACASA           | D1                    | 19          | 14          | -                     | -                     | -      | -      | 19    | 14    |
| 2021-2022             | Paris ACASA           | D1                    | -           | -           | -                     | -                     | -      | 1      | 0     | 1     |
| 2022-2023             | Paris ACASA           | D1                    | -           | 27          | -                     | -                     | -      | 3      | 0     | 30    |
| Sous-total            | Sous-total            | Sous-total            | -           | -           | -                     | -                     | 15     | 4      | 15    | 4     |
| 2023-2024             | Nantes MF             | D1                    | 1           | -           | -                     | -                     | -      | -      | 1     | 0     |
| Total sur la carrière | Total sur la carrière | Total sur la carrière | 34          | 42          | 1                     | 1                     | 15     | 4      | 50    | 47    |